# Rajd Świdnicki 2019

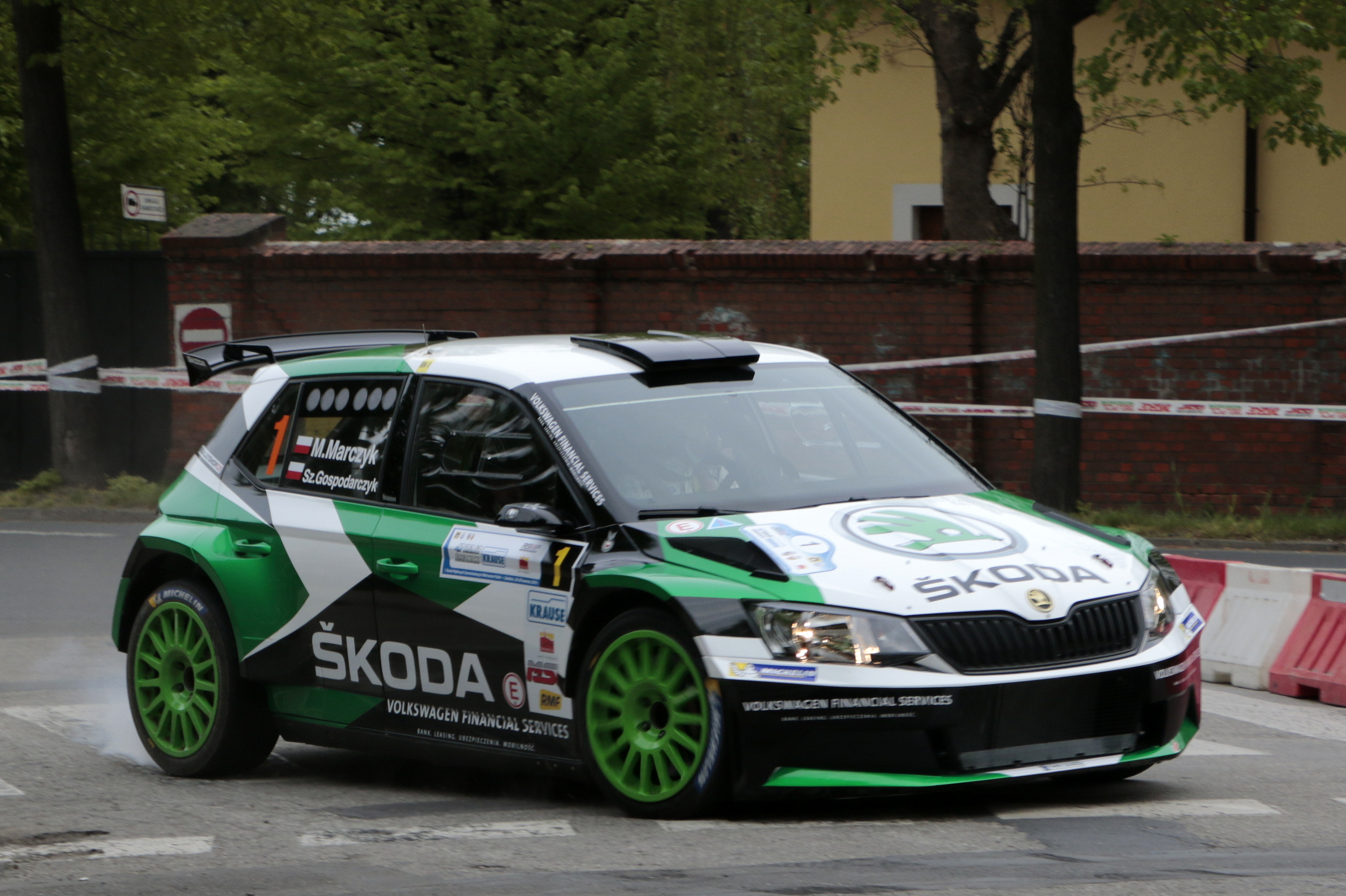
Zwycięska załoga Rajdu Świdnickiego w roku 2019 - Mikołaj Marczyk i Szymon Gospodarczyk

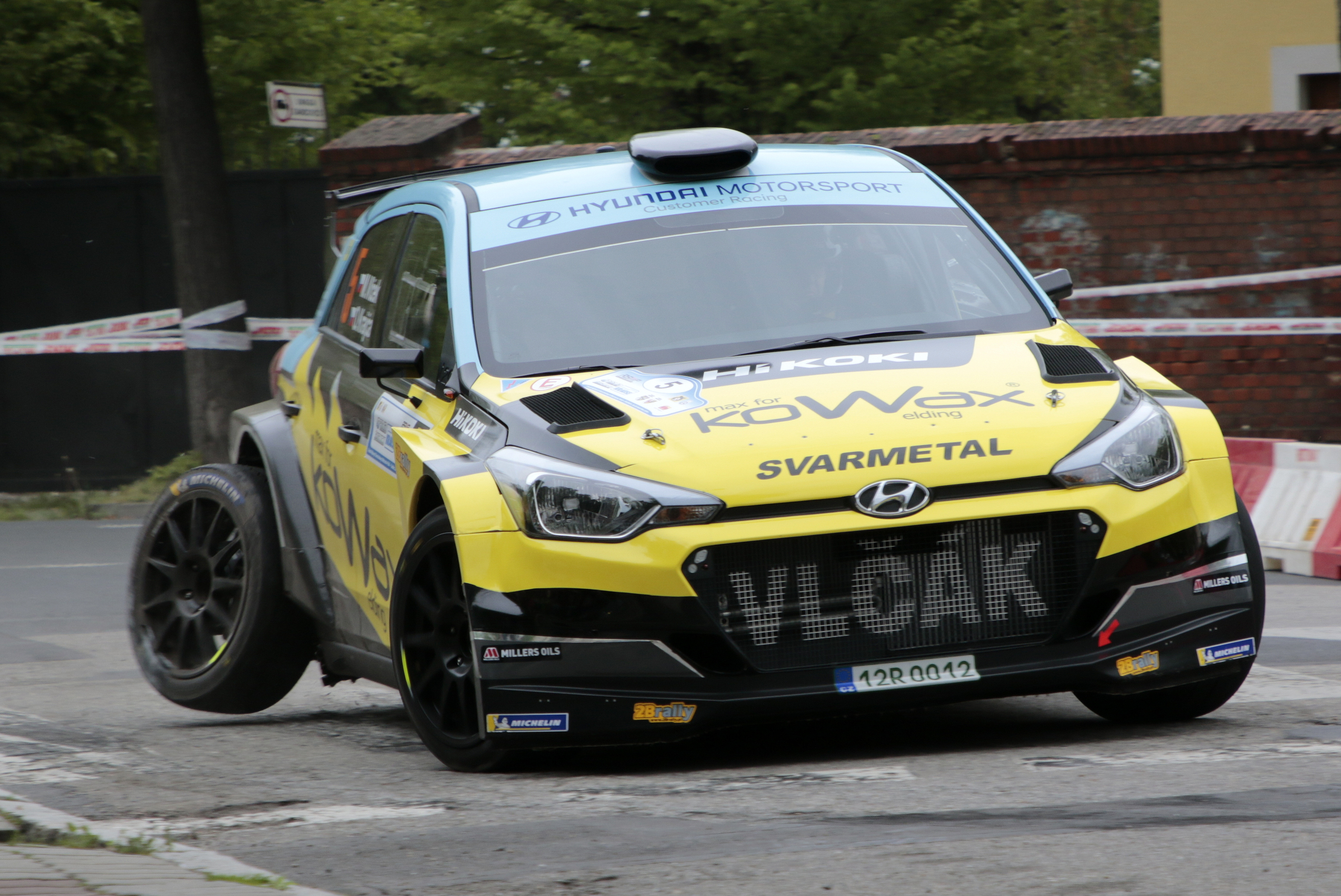
Jedyny obcokrajowiec startujący w rajdzie - Czech Martin Vlček - już na pierwszym OS-ie urwał koło i ostatecznie zajął dalekie 41 miejsce

47. Rajd Świdnicki KRAUSE – 47. edycja Rajdu Świdnickiego. To rajd samochodowy, który był rozgrywany od 26 do 28 kwietnia 2019 roku. Bazą rajdu było miasto Świdnica. Była to pierwsza runda rajdowych samochodowych mistrzostw Polski w roku 2019 i pierwsza runda historycznych rajdowych samochodowych mistrzostw Polski w roku 2019. W sezonie 2019 był to rajd drugiej kategorii (tzw. jednoetapowy), gdzie punktacja była następująca od 25 punktów za zwycięstwo i oddzielne punkty za odcinek Power Stage. Organizatorem rajdu był Automobilklub Sudecki. W rajdzie zapowiedziało się jedenastu zawodników w najwyższej możliwej klasie mogących wystartować w mistrzostwach Polski - kategorii R5, co jest nowym rekordem cyklu. 
Rajd wygrali Mikołaj Marczyk i Szymon Gospodarczyk jadący Skoda Fabią R5, którzy wygrali siedem z dziewięciu odcinków specjalnych, była to zarazem ich trzecia wygrana w RSMP. Drugie miejsce zajęli Marcin Słobodzian i Kamil Kozdroń, jadący samochodem Ford Fiesta R5, tracąc niecałe dwanaście sekund od zwycięzcy. Trzecie miejsce zajęli Tomasz Kasperczyk i Damian Syty, również jadący Fordem Fiestą R5.  

## Lista startowa[5]
Poniższa lista spośród 70 zgłoszonych zawodników obejmuje tylko zawodników startujących w najwyższej klasie 2 samochodami grupy R5 i wybranych zawodników startujących w klasie Open.   
| Nr. | Zespół                         | Kierowca            | Pilot               | Samochód                | Klasa    |
| --- | ------------------------------ | ------------------- | ------------------- | ----------------------- | -------- |
| 1   | Škoda Polska Motorsport        | Mikołaj Marczyk     | Szymon Gospodarczyk | Škoda Fabia R5          | 2        |
| 2   | Jakub Brzeziński               | Jakub Brzeziński    | Dariusz Burkat      | Ford Fiesta Proto       | Open 4WD |
| 3   | Tiger Energy Drink Rallye Team | Tomasz Kasperczyk   | Damian Syty         | Ford Fiesta R5          | 2        |
| 4   | Rallytechnology                | Marcin Słobodzian   | Kamil Kozdroń       | Ford Fiesta R5          | 2        |
| 5   | Hyundai Kowax Racing           | Martin Vlček        | Ondřej Krajča       | Hyundai i20 R5          | 2        |
| 6   | Rallytechnology                | Zbigniew Gabryś     | Artur Natkaniec     | Hyundai i20 R5          | 2        |
| 7   | Jarosław Kołtun                | Jarosław Kołtun     | Ireneusz Pleskot    | Ford Fiesta R5          | 2        |
| 8   | Łukasz Byśkiniewicz            | Łukasz Byśkiniewicz | Zbigniew Cieślar    | Hyundai i20 R5          | 2        |
| 9   | BTH Import Stal Rally Team     | Łukasz Kotarba      | Tomasz Kotarba      | Mitsubishi Lancer Evo X | 2        |
| 10  | Hyundai Kowax Racing           | Jacek Jurecki       | Michał Trela        | Hyundai i20 R5          | 2        |
| 11  | Maciej Lubiak                  | Maciej Lubiak       | Tomasz Borko        | Hyundai i20 R5          | 2        |
| 12  | Hyundai Kowax Racing           | Sebastian Frycz     | Maciej Wodniak      | Hyundai i20 R5          | 2        |
| 14  | Rallytechnology                | Sylwester Płachytka | Jacek Nowaczewski   | Ford Fiesta R5          | 2        |

## Zwycięzcy odcinków specjalnych
| Dzień       | Numer odcinka | Nazwa odcinka          | Długość  | Zwycięzca odcinka | Samochód       | Czas    | Lider rajdu       |
| ----------- | ------------- | ---------------------- | -------- | ----------------- | -------------- | ------- | ----------------- |
| 27 kwietnia | Od. testowy   | Walim-Zagórze          | 3,20 km  | Tomasz Kasperczyk | Škoda Fabia R5 | 1.52,4  |                   |
| 27 kwietnia | OS1           | Świdnica – Super OS    | 6,65 km  | Mikołaj Marczyk   | Škoda Fabia R5 | 4:34.5  | Mikołaj Marczyk   |
| 27 kwietnia | OS2           | Rościszów – Walim      | 8,40 km  | Mikołaj Marczyk   | Škoda Fabia R5 | 4:35.3  | Mikołaj Marczyk   |
| 27 kwietnia | OS3           | Świdnica – Super OS    | 6,65 km  | Mikołaj Marczyk   | Škoda Fabia R5 | 4:29.4  | Mikołaj Marczyk   |
| 28 kwietnia | OS4           | Kamionki – Walim 1     | 22,20 km | Marcin Słobodzian | Ford Fiesta R5 | 11:31.8 | Marcin Słobodzian |
| 28 kwietnia | OS5           | Wolibórz – Jodłownik 1 | 8,30 km  | Mikołaj Marczyk   | Škoda Fabia R5 | 4:05.0  | Mikołaj Marczyk   |
| 28 kwietnia | OS6           | Walim (x1) – Zagórze 1 | 18,20 km | Mikołaj Marczyk   | Škoda Fabia R5 | 10:30.4 | Mikołaj Marczyk   |
| 28 kwietnia | OS7           | Kamionki – Walim 2     | 22,20 km | Mikołaj Marczyk   | Škoda Fabia R5 | 11:25.2 | Mikołaj Marczyk   |
| 28 kwietnia | OS8           | Wolibórz – Jodłownik 2 | 8,30 km  | Mikołaj Marczyk   | Škoda Fabia R5 | 4:02.9  | Mikołaj Marczyk   |
| 28 kwietnia | OS9           | Walim (x1) – Zagórze 2 | 18,20 km | Marcin Słobodzian | Ford Fiesta R5 | 10:18.1 | Mikołaj Marczyk   |

### Power Stage - OS9[6]
| Miejsce | Kierowca            | Pilot               | Samochód          | Czas/strata | Punkty |
| ------- | ------------------- | ------------------- | ----------------- | ----------- | ------ |
| 1       | Marcin Słobodzian   | Kamil Kozdroń       | Ford Fiesta R5    | 10:18.1     | 5      |
| 2       | Mikołaj Marczyk     | Szymon Gospodarczyk | Škoda Fabia R5    | +0.3        | 4      |
| 3       | Jakub Brzeziński    | Dariusz Burkat      | Ford Fiesta Proto | +7.0        | 3      |
| 4       | Łukasz Byśkiniewicz | Zbigniew Cieślar    | Hyundai i20 R5    | +7.7        | 2      |
| 5       | Tomasz Kasperczyk   | Damian Syty         | Ford Fiesta R5    | +9.1        | 1      |

## Wyniki końcowe rajdu[7]
| Miejsce | Kierowca            | Pilot               | Samochód          | Czas      | Strata  | Grupa Klasa | Punkty |
| ------- | ------------------- | ------------------- | ----------------- | --------- | ------- | ----------- | ------ |
| 1       | Mikołaj Marczyk     | Szymon Gospodarczyk | Škoda Fabia R5    | 1:05:45.0 | -       | 2           | 25+4   |
| 2       | Marcin Słobodzian   | Kamil Kozdroń       | Ford Fiesta R5    | 1:05:56.6 | +11.6   | 2           | 18+5   |
| 3       | Tomasz Kasperczyk   | Damian Syty         | Ford Fiesta R5    | 1:06:22.5 | +37.5   | 2           | 15+1   |
| 4       | Łukasz Byśkiniewicz | Zbigniew Cieślar    | Hyundai i20 R5    | 1:06:27.9 | +42.9   | 2           | 12+2   |
| 5       | Sylwester Płachytka | Jacek Nowaczewski   | Ford Fiesta R5    | 1:06:48.4 | +1:03.4 | 2           | 10     |
| 6       | Jarosław Kołtun     | Ireneusz Pleskot    | Ford Fiesta R5    | 1:07:27.1 | +1:42.1 | 2           | 8      |
| 7       | Jacek Jurecki       | Mìchał Trela        | Hyundai i20 R5    | 1:07:28.8 | +1:43.8 | 2           | 6      |
| 8       | Jakub Brzeziński    | Dariusz Burkat      | Ford Fiesta Proto | 1:07:29.6 | +1:44.6 | Open 4WD    | 4+3    |
| 9       | Maciej Lubiak       | Tomasz Borko        | Hyundai i20 R5    | 1:07:37.3 | +1:52.3 | 2           | 2      |
| 10      | Piotr Parys         | Paweł Drahan        | Ford Fiesta Proto | 1:08:34.8 | +2:49.8 | Open 4WD    | 1      |

## Galeria

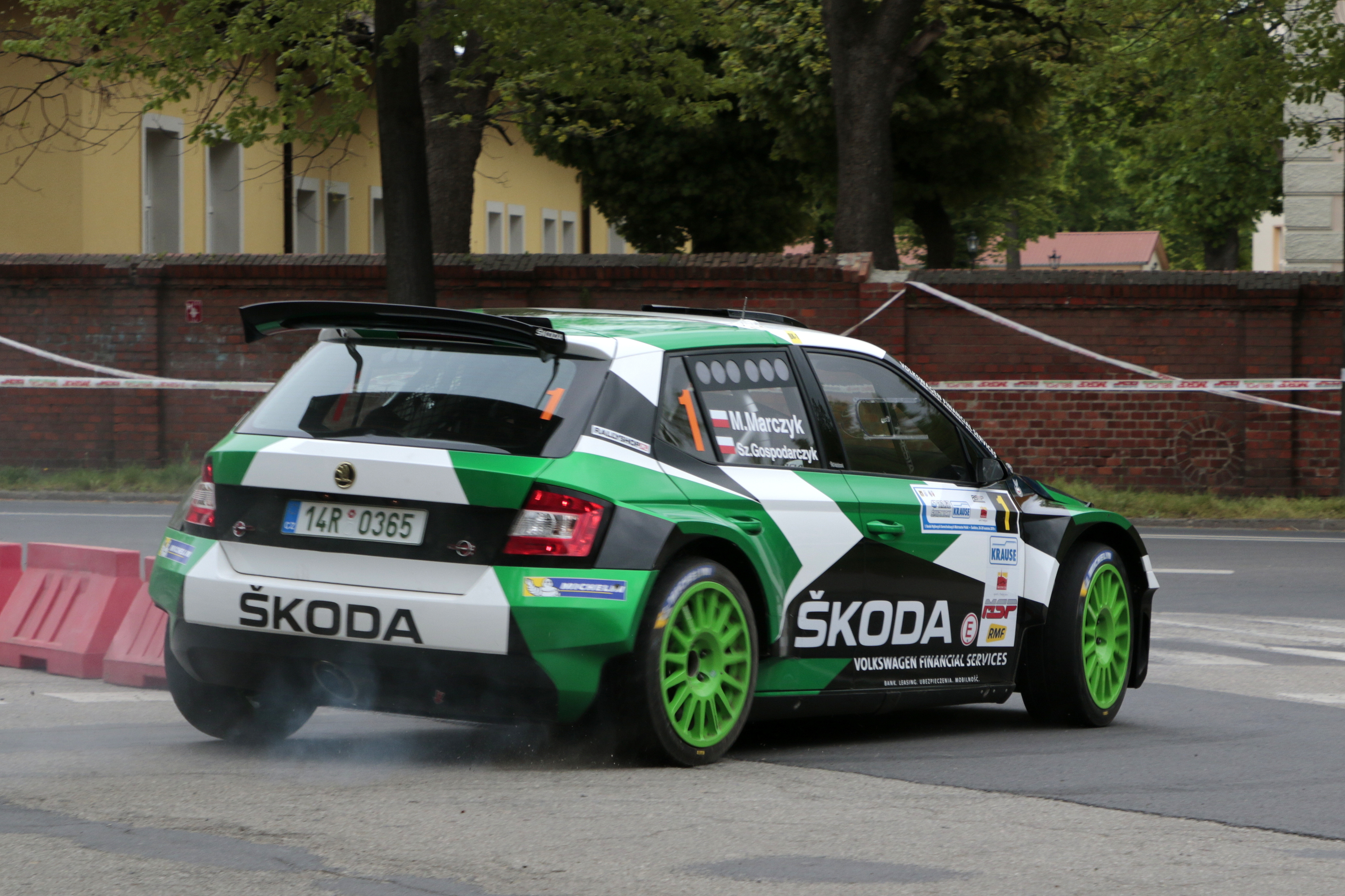
1. Mikołaj Marczyk
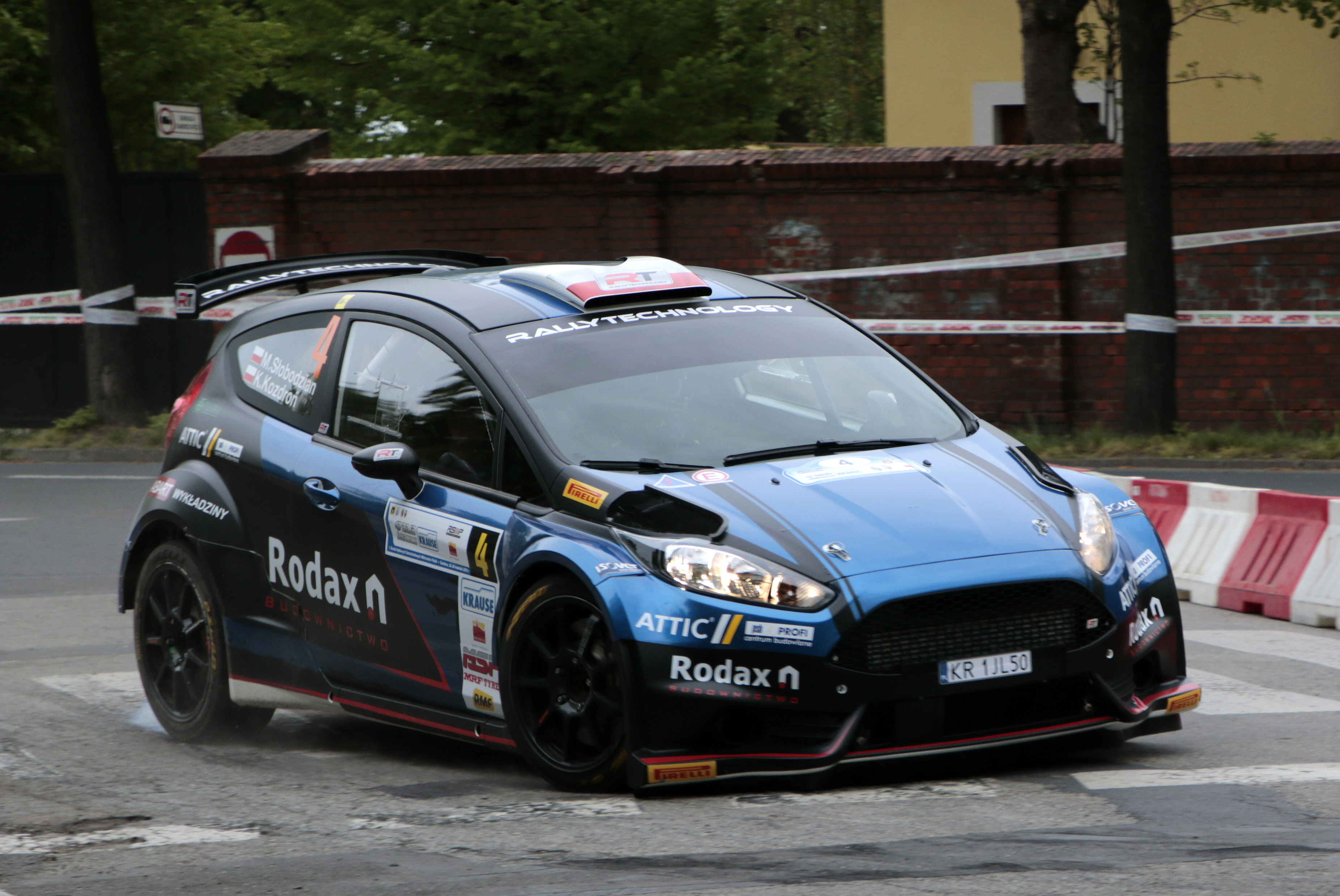
2. Marcin Słobodzian
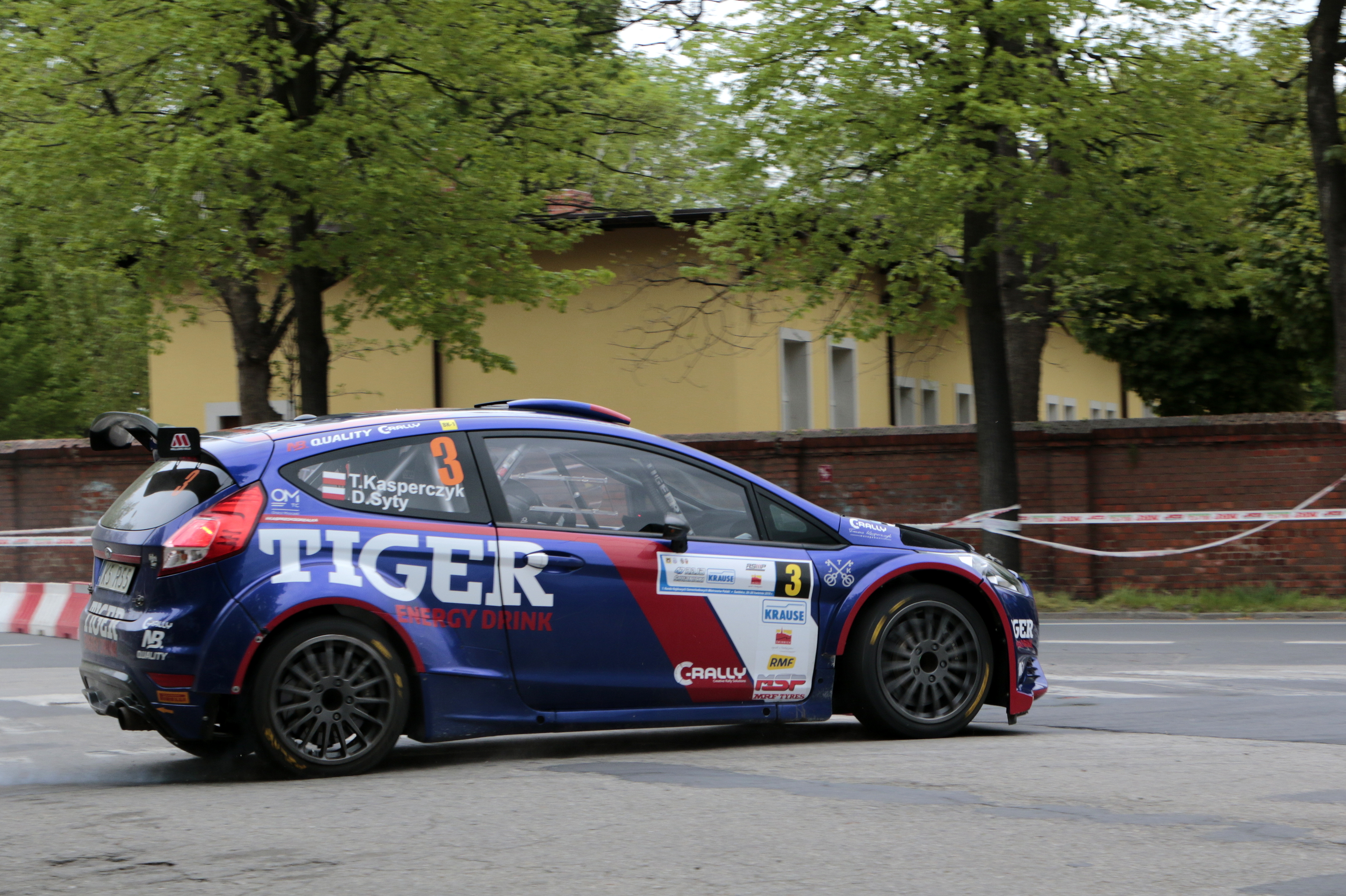
3. Tomasz Kasperczyk
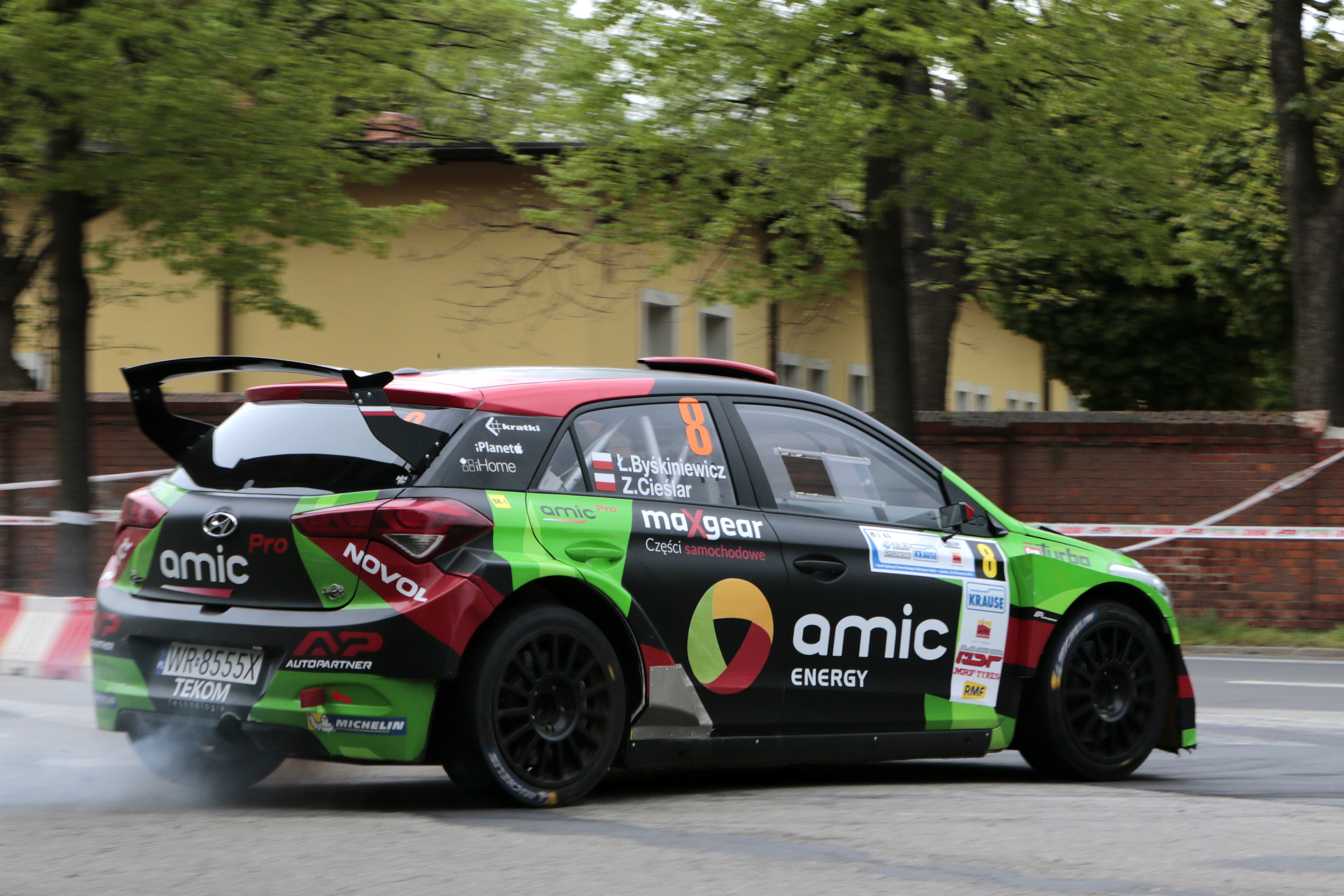
4. Łukasz Byśkiniewicz
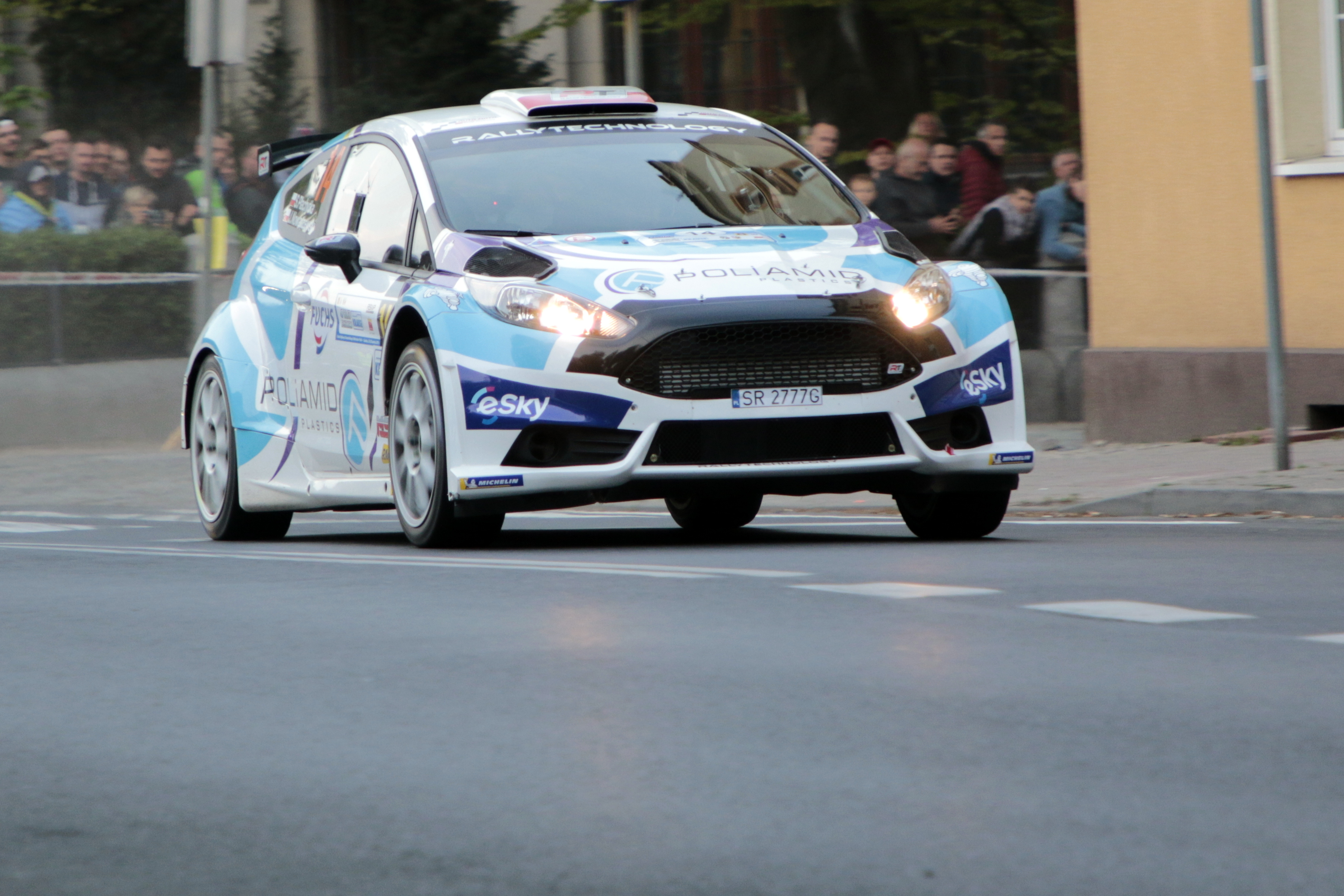
5. Sylwester Płachytka
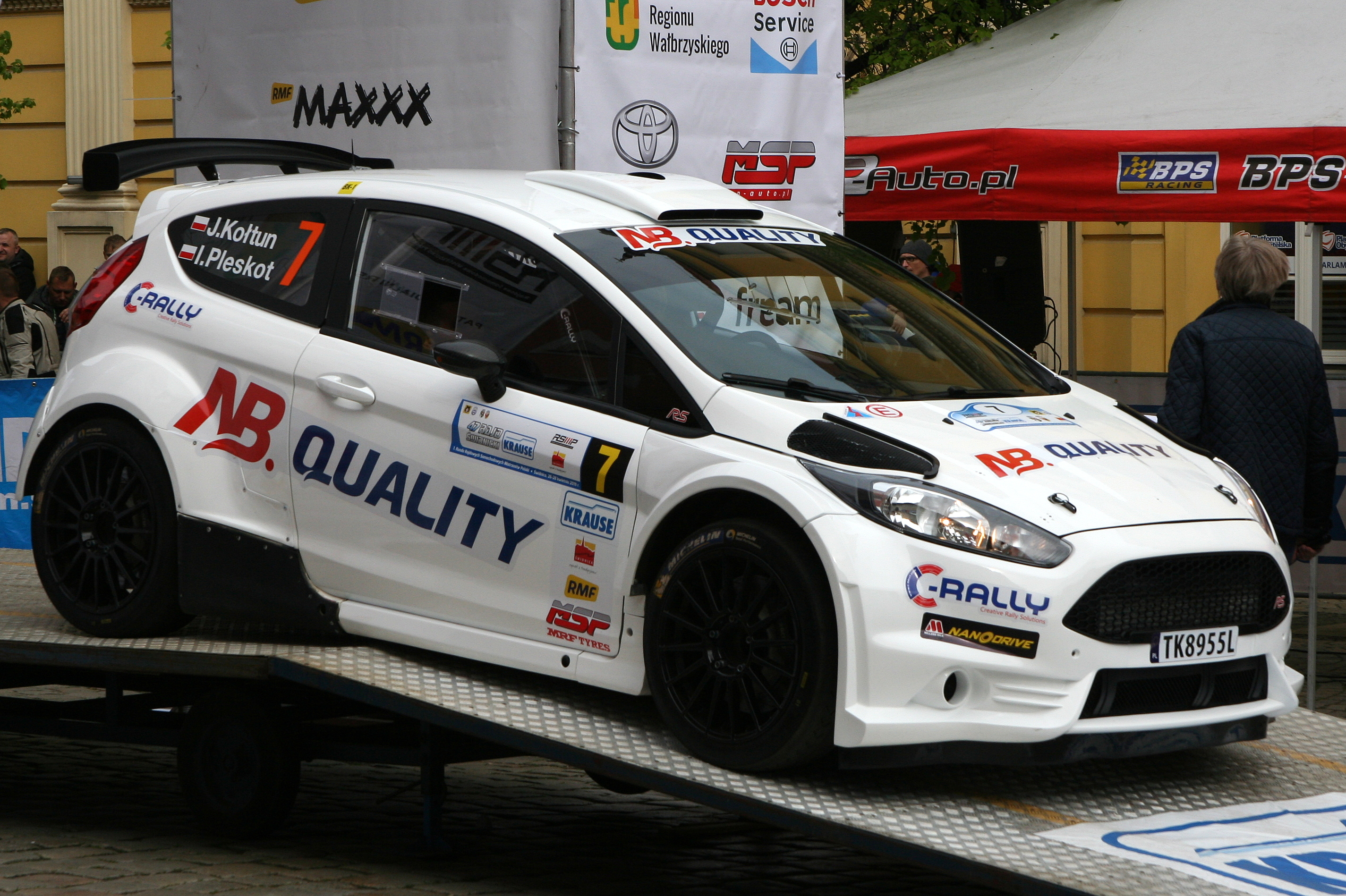
6. Jarosław Kołtun
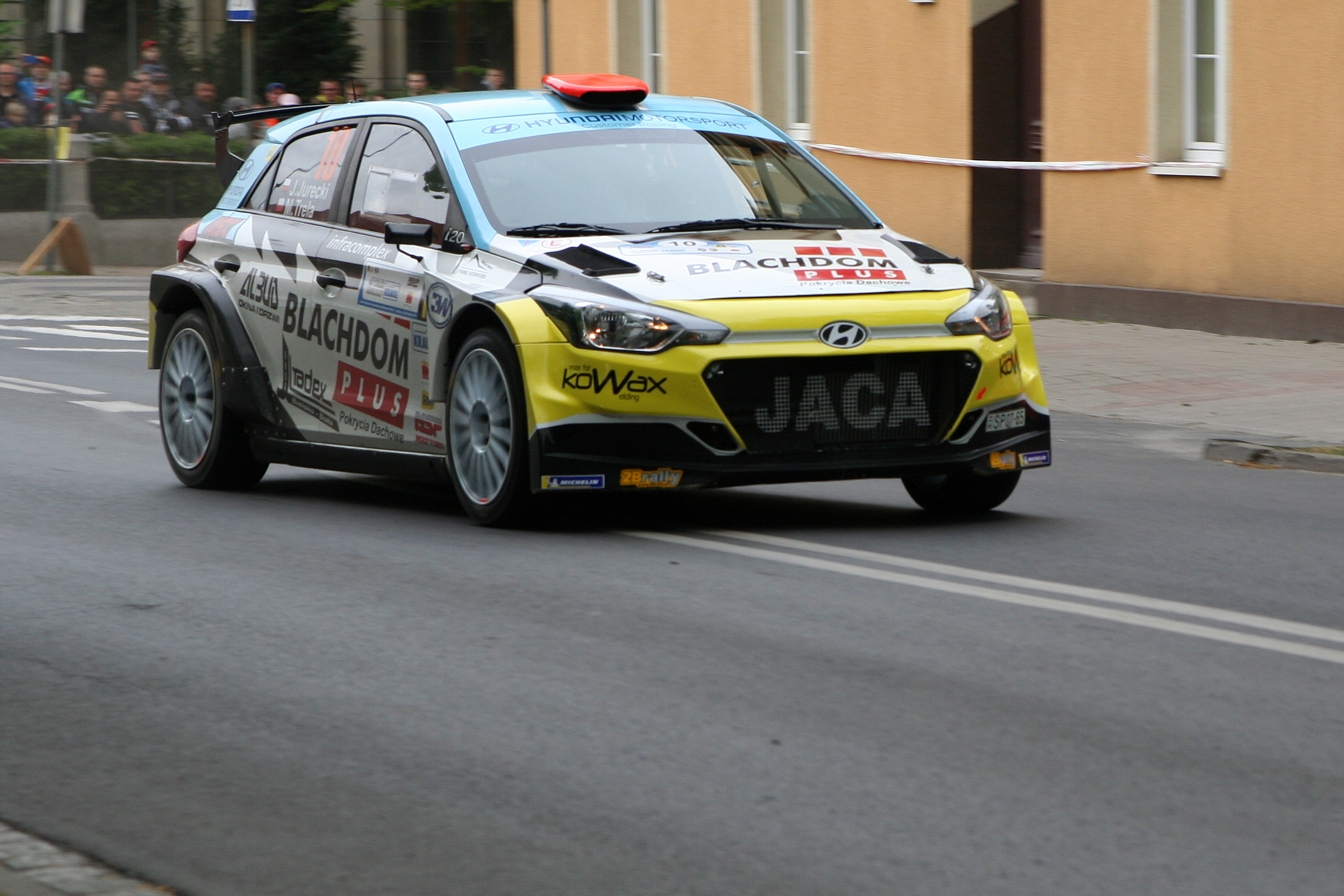
7. Jacek Jurecki
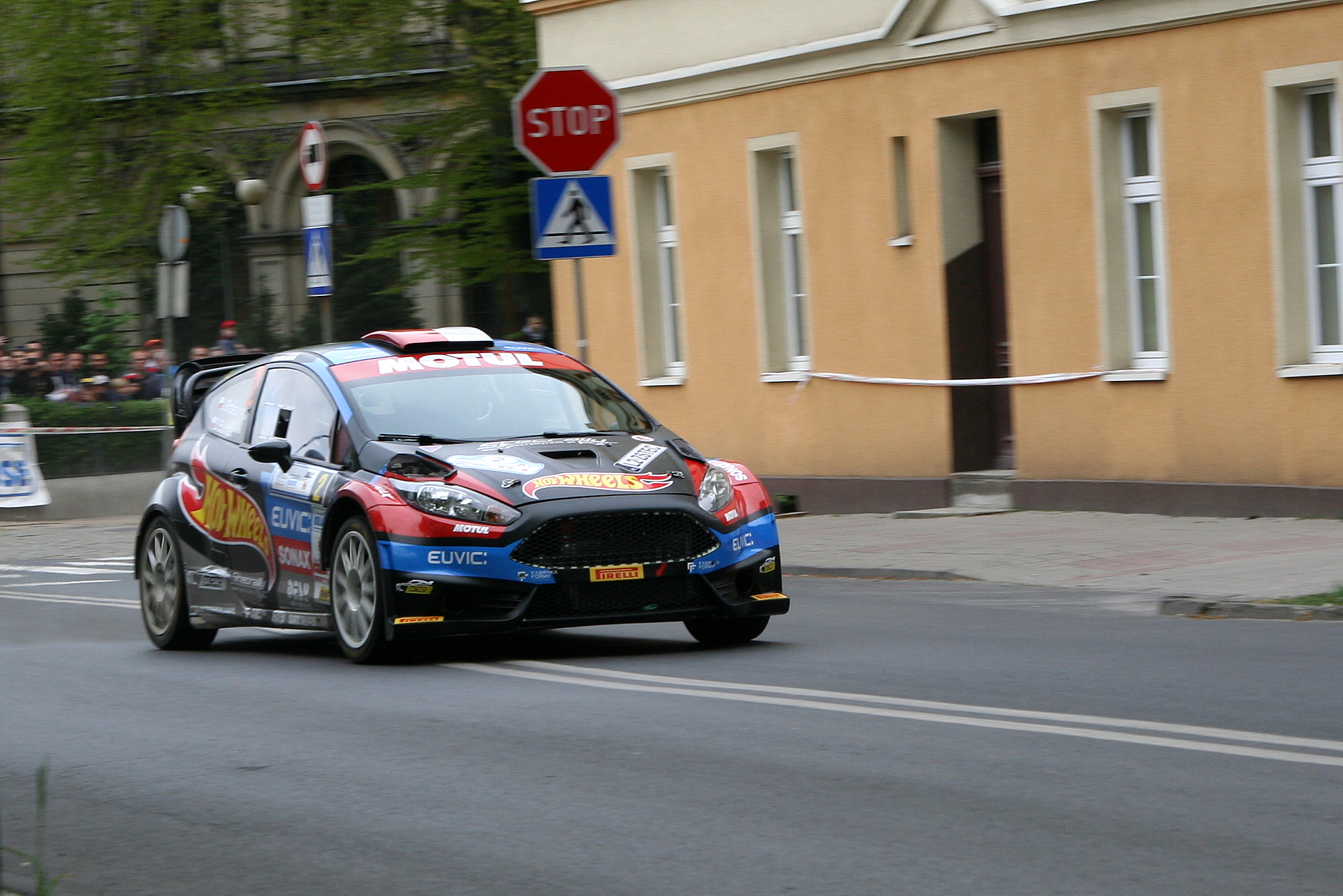
8. Jakub Brzeziński
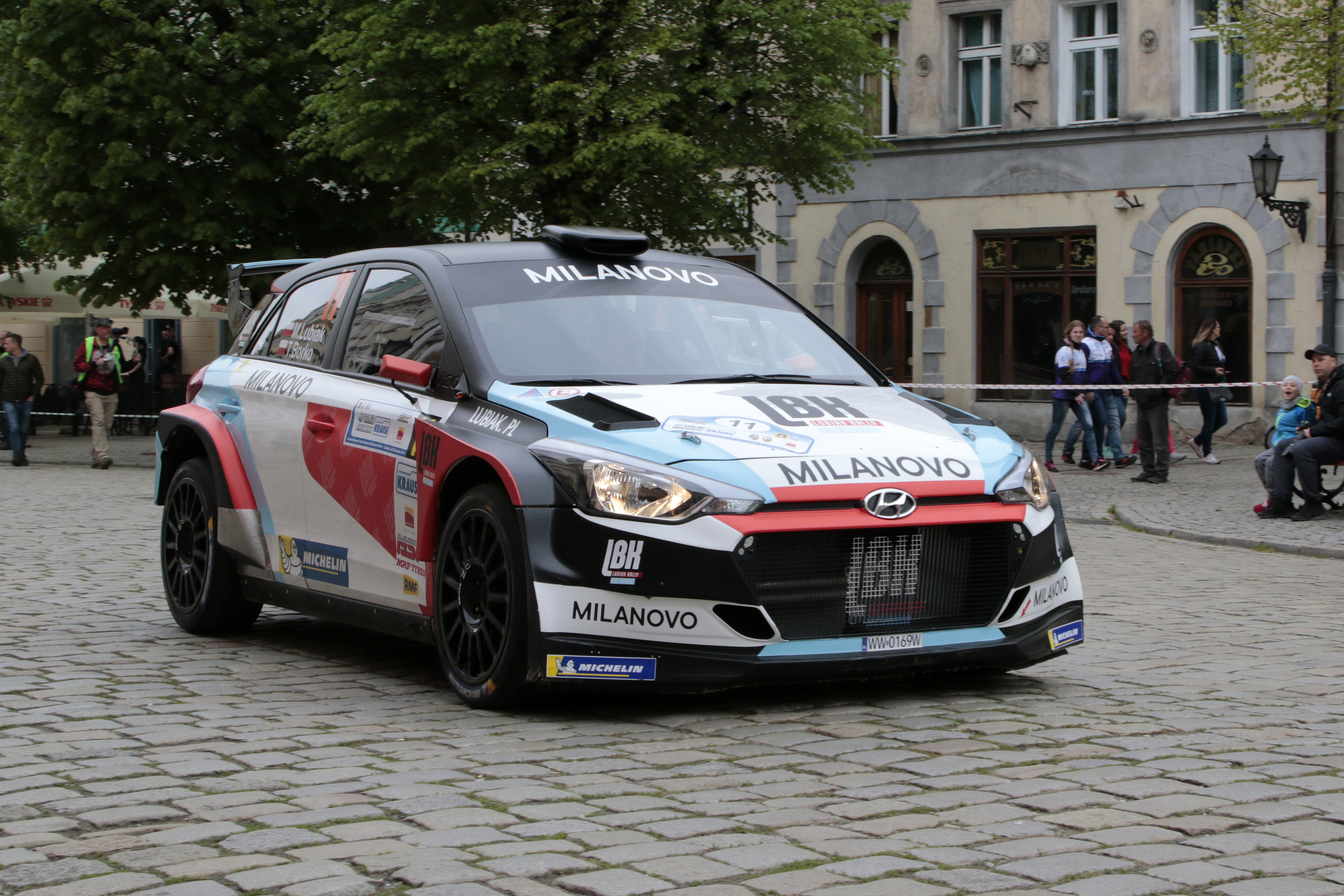
9. Maciej Lubiak
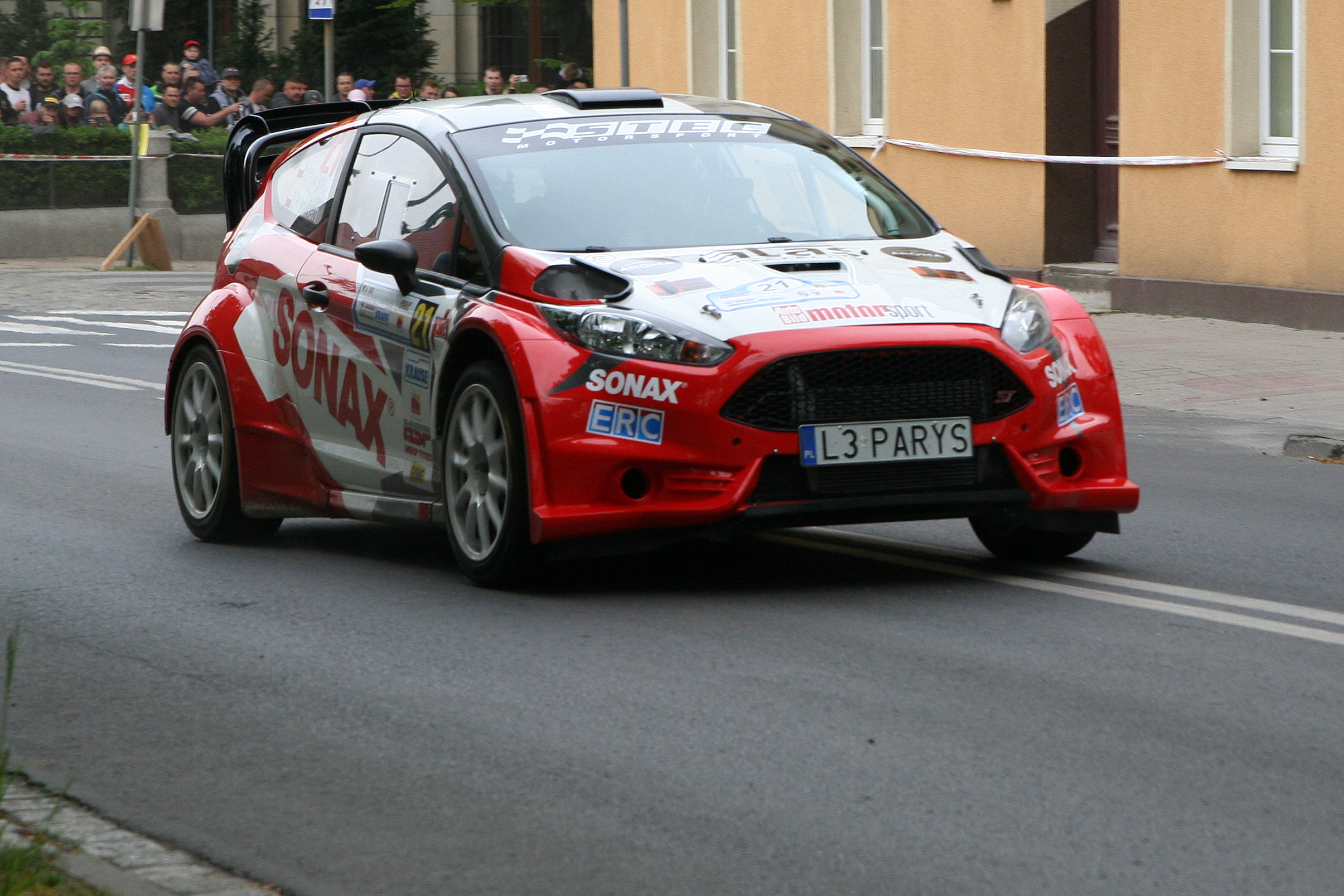
10. Piotr Parys